# إدغار شويري
إدغار شويري (بالإنجليزية: Edgar Choueiri)‏ هو عالم في فيزياء البلازمة أميركي من أصل لبناني ولد عام 1961 في لبنان. يرأس حاليا الأكاديمية اللبنانية للعلوم.

## عمله
اشتهر بأعماله في توضيح وشرح دور عدم استقرار البلازما في المحركات الكهربائية في المركبات الفضائية، وفي طرح أفكار وتطبيقات حول محركات المركبات الفضائية. واهتم مؤخرا بأعمال حول الأصوات الثلاثية الأبعاد. هو بروفيسور في مادتي الفيزياء التطبيقية والهندسة الفضائية في جامعة برنستون ومدير مختبراتها للمحركات الكهربائية وديناميكيات البلازما ومدير برنامج الفيزياء الهندسية. عضو في الجمعية الأميركية لعلوم الفضاء والكونيات ورئيس جمعية محركات الصواريخ الكهربائية. منحه رئيس الجمهورية اللبنانية عام 2004 وسام الأرز من رتبة فارس.